# Melarhaphe neritoides
Melarhaphe neritoides là một loài ốc biển nhỏ, là động vật thân mềm chân bụng sống ở biển, thuộc hi đơn loài Melarhaphe trong họ Littorinidae. Loài này trước kia được gọi là Littorina neritoides.

## Hình ảnh

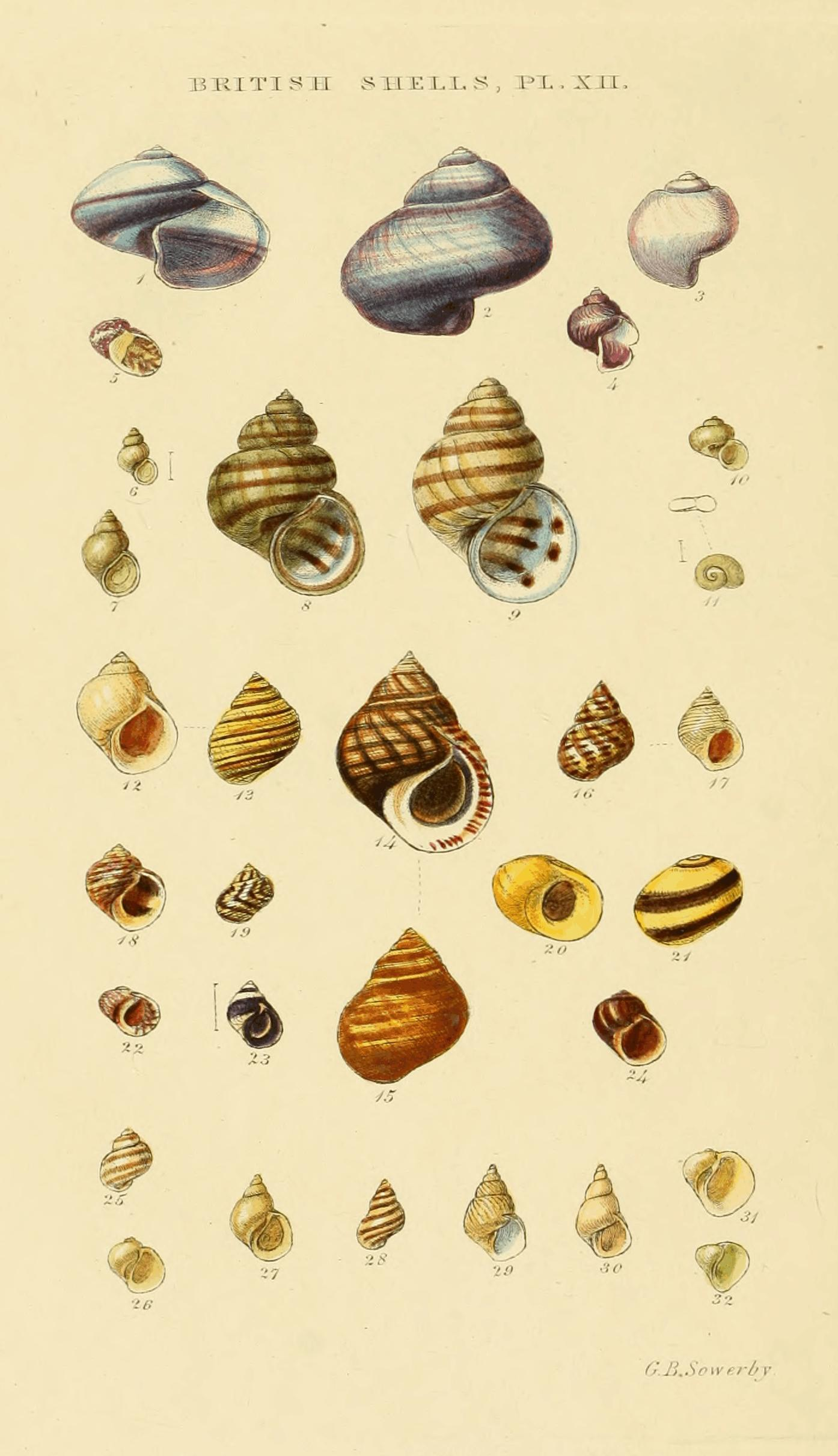
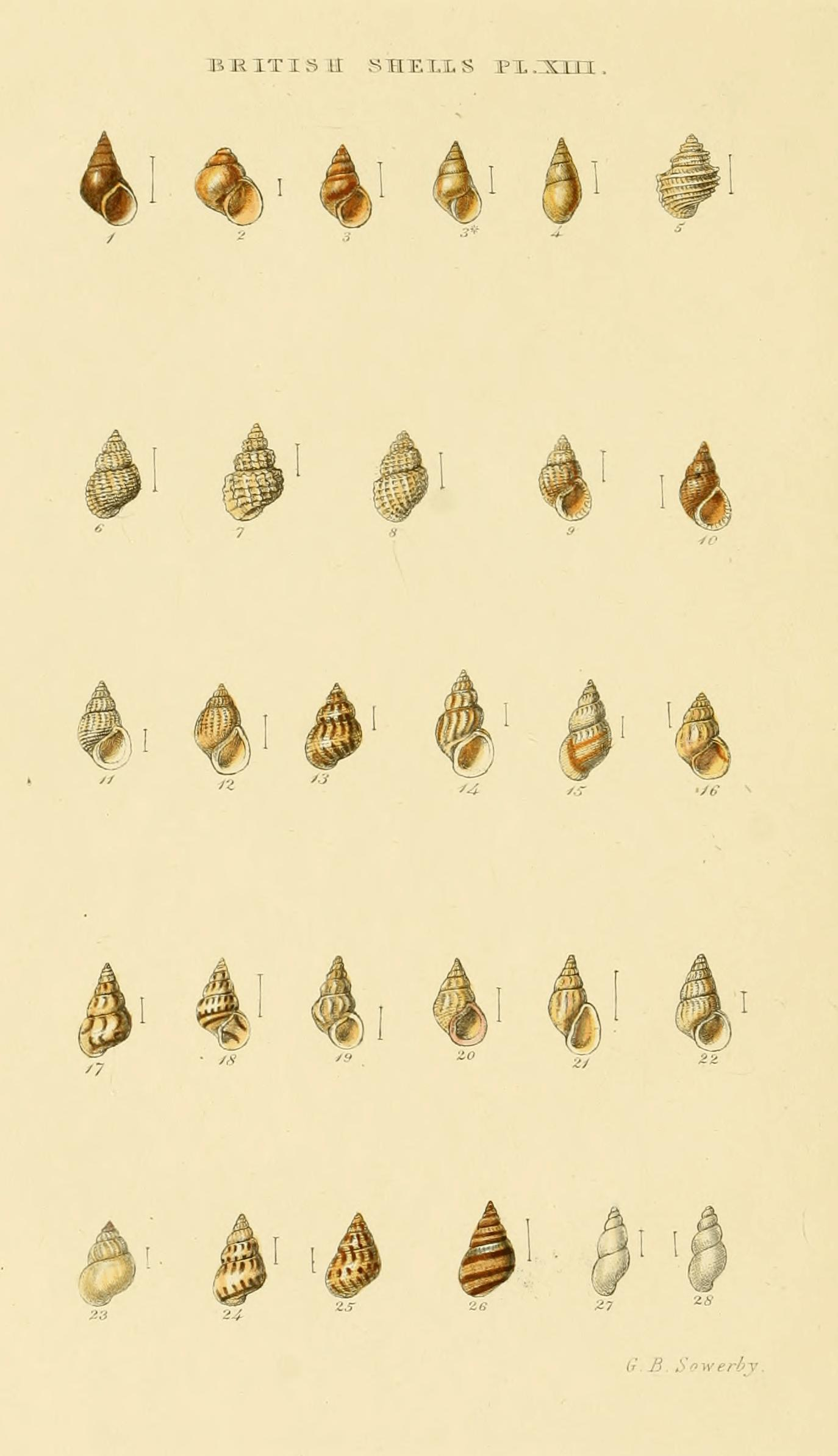
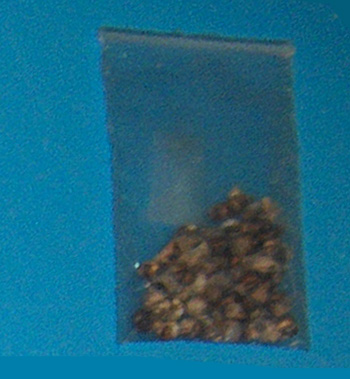